# William Thomas Stead
William Thomas Stead (Embleton, Northumberland, 5 juli 1849 – Atlantische Oceaan, 15 april 1912) was een Brits schrijver, journalist, esperantist en onderzoeksjournalistiekspionier.

## Biografie
Stead was een van de meest controversiële journalisten van het victoriaans tijdperk. Zijn nieuwe journalistieke stijl stelde een meer sensationele manier in voor de actuele journalistiek. Een bekende bijdrage van zijn hand was How the Mail Steamer Went Down in Mid Atlantic by a Survivor uit 1886.
Stead stierf bij het zinken van de RMS Titanic op 15 april 1912.